# Josip Dežman
Josip Dežman, slovenski častnik Jugoslovanske kraljeve vojske in Slovenskega domobranstva, * 10. februar 1898, Radovljica,  † 3. maj 1945, Lübeck
Podpolkovnik Josip Dežman je bil pred drugo svetovno vojno aktivni jugoslovanski častnik, po izbruhu vojne pa je prestopil k vaškim stražam in bil kot zaprisežen rojalist vseskozi povezan s plavo gardo v Sloveniji. Ob kapitulaciji Italije je prevzel poveljstvo nad vaškimi stražami ribniški dolini in tam oklical oblast Slovenske zaveze. 
Jeseni leta 1943 si je zaman prizadeval prevzeti poveljstvo nad postojanko vaških straž v gradu Turjak, kar pa mu ni uspelo, kljub temu, da je imel vojaški čin podpolkovnika. Zaradi tega se je s svojimi enotami stražarjev umaknil z gradu in se je v Ljubljani kasneje pridružil tamkajšnjim enotam slovenskega domobranstva. Nato je postal poveljnik 2. šolske skupine, kasneje pa poslan v Novo mesto, kjer je postal glavni poveljnik novomeških enot Slovenskega domobranstva. 
Zaradi svojih odkritih rojalističnih nagnjenj in pogostim stikom s slovenskimi četniškimi enotami je bil pogosto v sporu s svojimi vojaki in nadrejenimi. Zaradi teh sporov je bil 14. avgusta 1944 odpoklican v Ljubljano, kjer so ga kasneje v jeseni aretirali pripadniki nemškega Gestapa. Po aretaciji je bil poslan v taborišče, pri kasnejši premestitvi iz enega taborišča v drugega, ki so ga Nemci izvajali spomladi 1945 s transportnimi ladjami, pa je bila ladja, na kateri je bil Josip Dežman, potopljena. Potopila so jo letala britanske RAF, Dežman pa je pri tem utonil.